# مطيافية كتلة مزودة ببلازما مقترنة بالحث

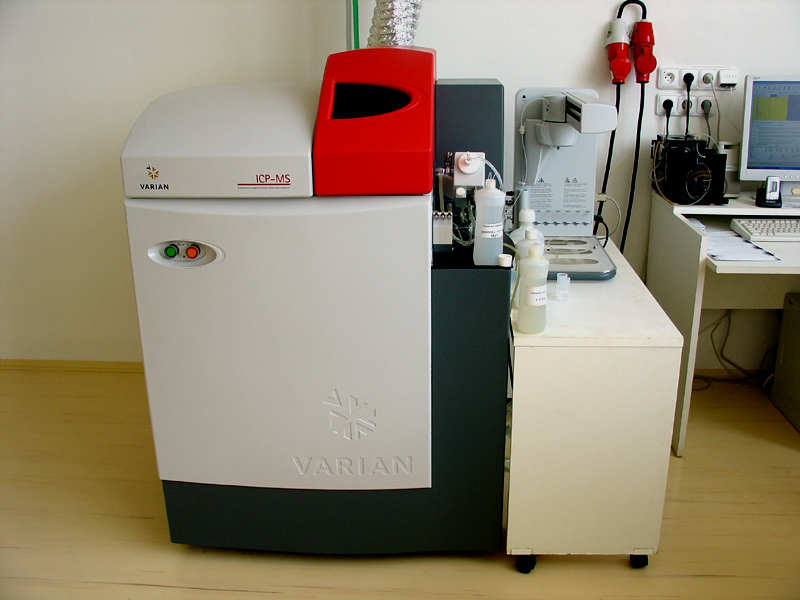
مطياف الكتلية البلازمية المقرونة بالحث

مطياف الكتلية البلازمية المقرونة بالحث (بالإنجليزية: Inductively coupled plasma mass spectrometry، واختصارًا: ICP-MS) هو أحد أنواع مطياف الكتلة الذي يستخدم بلازما مقرونة بالحث لتؤين العينة. يفتت الجهاز ذرات العينة ويُشكل ذرات وأيونات صغيرة متعددة الذرات تُكشف بعد ذلك. وهو معروف ويستخدم لقدرته على كشف المعادن والعديد من المواد غير المعدنية في العينات السائلة بتراكيز منخفضة للغاية. يمكنه الكشف عن النظائر المختلفة لنفس العنصر، ما يجعله أداة متعددة الاستعمالات في الوسم النظيري.
بالمقارنة مع مطيافية الامتصاص الذري، يتميز آي سي بّي- إم إس بسرعة ودقة وحساسية أكبر. ولكن، بالمقارنة مع الأنواع الأخرى من أجهزة مطياف الكتلة، مثل مطياف الكتلة التأيني الحراري (تي آي إم إس) والتفريغ التألقي (جي دي- إم إس)، يُدخل آي سي بي- إم إس العديد من أنواع العناصر المتداخلة: الأرغون من البلازما والغازات المكونة للهواء التي تتسرب عبر الفتحات المخروطية والتلوث من الأواني الزجاجية والمخاريط.
نظرًا إلى تطبيقاتها المحتملة في التقنيات النووية، تخضع أجهزة آي سي بّي- إم إس لأنظمة التصدير الخاصة في جمهورية الصين الشعبية.

## المكونات

### البلازما المقرونة بالحث
البلازما المقرونة حثيًا هي بلازما منشطة (متأينة) عن طريق تسخين الغاز بالحث الكهرومغناطيسي باستخدام وشيعة، وتحتوي على تركيز كاف من الأيونات والإلكترونات لجعل الغاز موصلًا كهربائيًا. حتى الغاز المتأين جزئيًا الذي يكون فيه 1% من الجزيئات متأين يمكن أن يمتلك خصائص البلازما (أي الاستجابة للحقول المغناطيسية وتوصيل كهربائي عال). البلازما المستخدمة في التحليل الكيميائي الطيفي محايدة كهربائيًا في الأساس، مع وجود إلكترون حر يعادل كل شحنة موجبة على الأيون. في هذه البلازما، تكون الأيونات الموجبة تقريبًا كلها مشحونة بصورة فردية ويوجد القليل من الأيونات السالبة، لذلك يوجد كميات متساوية تقريبًا من الأيونات والإلكترونات في كل وحدة حجم من البلازما.
ما يجعل مطياف الكتلة البلازمية المقرونة بالحث (آي سي بّي- إم إس) متميزًا عن الأشكال الأخرى من أجهزة مطياف الكتلة غير العضوية هو قدرته على أخذ عينات من الحليلة باستمرار ودون انقطاع. يختلف هذا في الأشكال الأخرى من أجهزة مطياف الكتلة غير العضوية، كجهاز مطياف الكتلة التفريغي التألقي (جي دي إم إس) وجهاز مطياف الكتلة التأيني الحراري (تي آي إم إس)، اللذين يتطلبان عملية من مرحلتين: إدخال العينة أو العينات إلى حجرة فراغية، وإغلاقها، وضخ الفراغ إلى الأسفل، وتنشيط العينة، ثم إرسال أيونات إلى محلل الكتلة. مع آي سي بّي-إم إس، تكون العينة المراد تحليلها خاضعة لمستوى الضغط الجوي. من خلال الاستخدام الفعال للضغط التفاضلي، الذي هو مراحل تفريغ متعددة مفصولة باستخدام الفتحات التفاضلية (الثقوب)، تنتقل الأيونات التي أُنشئت في بلازما الأرغون، وذلك بمساعدة تقنيات التركيز الإلكتروستاتيكي المختلفة، عبر محلل الكتلة إلى الكاشف أو الكواشف، وتُحصى. هذا الأمر لا يمكّن المحلل من زيادة إنتاجية العينة (كمية العينات بمرور الوقت) بصورة جذرية فحسب، بل يجعل من الممكن أيضًا القيام بما يسمى «الاكتساب المفصول زمنيًا». التقنيات الموصّلة مثل آي سي بّي- إم إس الاستشراب السائل (إل سي- آي سي بّي- إم إس)، وآي سي بّي- إم إس التذرية الليزرية (إل إيه- آي سي بّي- إم إس)، وآي سي بّي- إم إس حقن التدفق (إف آي إيه- آي سي بّي- إم إس)، والعديد من التقنيات الأخرى، استفادوا من الميزة الفريدة لهذه التقنية، التي لم يتجاوز عمرها 35 عامًا. لا يمكن التقليل من قوة التحليل المفصول عن الزمن. وقد حفز تطوير أدوات جديدة مثيرة للبحث تُستخدم في علوم متنوعة مثل الكيمياء الأرضية والكيمياء الشرعية والكيمياء الحيوية وعلم المحيطات. بالإضافة إلى ذلك، أدت الزيادة في إنتاجية العينات من عشرات العينات يوميًا إلى مئات العينات يوميًا إلى إحداث ثورة في التحليل البيئي، ما أدى إلى خفض التكاليف. بصورة أساسية، كل هذا يرجع إلى حقيقة أنه بينما تكون العينة خاضعة للضغط البيئي، يكون المحلل والكاشف عند 1/10,000,000 من نفس الضغط أثناء التشغيل العادي.
يُحافظ على البلازما المقرونة بالحث (آي سي بّي) لقياس الطيف في مشعل يتكون من ثلاثة أنابيب متحدة المركز، عادةً ما تكون مصنوعة من المرو (الكوارتز)، على الرغم من أن الأنبوب الداخلي (الحاقن) يمكن أن يكون ياقوتًا أزرق إذا استُخدم حمض الهيدروفلوريك. تُوضع نهاية هذا المشعل داخل ملف حثي مزود بتيار كهربائي بتردد لاسلكي. يُدخل تدفق من غاز الأرغون (عادةً 13 إلى 18 لترًا في الدقيقة) بين الأنبوبين الخارجيين للمشعل وتُطبق شرارة كهربائية لفترة قصيرة لإدخال الإلكترونات الحرة في تيار الغاز. تتفاعل هذه الإلكترونات مع المجال المغناطيسي للترددات اللاسلكية لملف الحث وتُسرع أولاً في اتجاه واحد، ثم في الاتجاه الآخر، مع تغير الحقل بتردد عالي (عادةً 27.12 مليون دورة في الثانية). تتصادم الإلكترونات المتسارعة مع ذرات الأرغون، وأحيانًا يؤدي التصادم إلى تخلي ذرة الأرغون عن أحد إلكتروناتها. يُسرع الإلكترون المحرر بدوره من خلال المجال المغناطيسي المتغير بسرعة. تستمر العملية حتى يتوازن معدل إطلاق الإلكترونات الجديدة في التصادمات مع معدل إعادة تركيب الإلكترونات مع أيونات الأرغون (الذرات التي فقدت إلكترونًا). يُنتج هذا «كرة نارية» تتكون في الغالب من ذرات الأرغون مع جزء صغير إلى حد ما مكون من الإلكترونات الحرة وأيونات الأرغون. درجة حرارة البلازما مرتفعة للغاية، في حدود 10 آلاف كلفن. تنتج البلازما أيضًا ضوءًا فوق بنفسجي، لذلك لا ينبغي النظر إليها مباشرة للسلامة.
يمكن الاحتفاظ بالبلازما المقرونة بالحث في مشعل من الكوارتز لأن تدفق الغاز بين الأنبوبين الخارجيين يُبقي البلازما بعيدًا عن جدران المشعل. عادةً ما يُدخل تدفق ثاني من الأرغون (نحو 1 لتر في الدقيقة) بين الأنبوب المركزي والأنبوب المتوسط لإبقاء البلازما بعيدًا عن نهاية الأنبوب المركزي. يُدخل تدفق ثالث (عادةً نحو 1 لتر في الدقيقة لمرة ثانية) من الغاز في الأنبوب المركزي للمشعل. يمر تدفق الغاز هذا عبر مركز البلازما، حيث يشكل قناة أكثر برودة من البلازما المحيطة ولكنها ما تزال أكثر سخونة من اللهب الكيميائي. تُدخل العينات التي ستُحلل إلى هذه القناة المركزية، وعادةً ما تكون على شكل ضباب سائل يتكون.
لتعظيم درجة حرارة البلازما (من ثم كفاءة التأين) والاستقرار، يجب إدخال العينة من خلال الأنبوب المركزي بأقل قدر ممكن من السائل (حمل من مادة مذيبة) وبأحجام قطرات ثابتة. يمكن استخدام الرذاذة في العينات السائلة، تليها غرفة رذاذ لإزالة القطرات الأكبر، أو يمكن استخدام رذاذة مزيلة للإذابة لكي تُبخر معظم المذيب قبل وصوله إلى المشعل. يمكن أيضًا إدخال عينات صلبة باستخدام التذرية الليزرية. تدخل العينة القناة المركزية للبلازما المقرونة بالحث وتُبخر وتُفكك جزيئيًا ثم تتأين ذراتها المكونة. في درجات الحرارة السائدة في البلازما، تتأين نسبة كبيرة من ذرات العديد من العناصر الكيميائية، وتفقد كل ذرة إلكترونها الأقل ارتباطًا لتشكل أيونًا مشحونًا بصورة فردية. تُختار درجة حرارة البلازما لتعظيم كفاءة التأين للعناصر ذات طاقة تأين أول عالية، مع تقليل التأين الثاني (الشحن المزدوج) للعناصر التي لديها طاقة تأين ثاني منخفضة.